# Lasy Osieckie
Lasy Osieckie – pozostałości dawnej Puszczy Osieckiej, składające się z dwóch pasm borów o łącznej powierzchni około 5000 hektarów. Oba pasma rozdzielone są przez liczne osady, włącznie z Osieckiem. Północne część to w większości suche lub podmokłe lasy pomiędzy Regutem a Osieckiem, południowa natomiast to bory torfowcowe i mszary, pomiędzy Osieckiem, Sobieniami, Zuzanowem i Pilawą. Przeważającą część drzewostanu stanowią sosny, olchy, dęby, brzozy, osiki i świerki, wśród roślin runa można natomiast wymienić turzyce, wrzosy, wełnianki, bagno, mchy, żurawinę błotną i widłaki. Około 80% drze zasadzono po II wojnie światowej.